# Patinaje de velocidad en pista corta en los Juegos Olímpicos de Pekín 2022
Las competiciones de patinaje de velocidad en pista corta en los Juegos Olímpicos de Pekín 2022 se realizaron en el Estadio Cubierto de la Capital de Pekín del 5 al 16 de febrero de 2022.
En total se disputaron en este deporte nueve pruebas diferentes, cuatro masculinas, cuatro femeninas y una mixta.

## Medallistas

### Masculino
| Evento                             | Oro                                                                                      | Plata                                                                                    | Bronce                                                                                  |
| ---------------------------------- | ---------------------------------------------------------------------------------------- | ---------------------------------------------------------------------------------------- | --------------------------------------------------------------------------------------- |
| 500 m (13 de febrero)              | Shaoang Liu · Hungría · 40,338 s                                                         | Konstantin Ivliyev · ROC · 40,431 s                                                      | Steven Dubois · Canadá · 40,669 s                                                       |
| 1000 m (7 de febrero)              | Ren Ziwei · República Popular China · 1:26,768                                           | Li Wenlong · República Popular China · 1:29,917                                          | Shaoang Liu · Hungría · 1:35,693                                                        |
| 1500 m (9 de febrero)              | Hwang Dae-Heon · Corea del Sur · 2:09,219                                                | Steven Dubois · Canadá · 2:09,254                                                        | Semion Yelistratov · ROC · 2:09,267                                                     |
| 5000 m por relevos (16 de febrero) | Canadá · Charles Hamelin · Steven Dubois · Pascal Dion · Jordan Pierre-Gilles · 6:41,257 | Corea del Sur · Lee June-Seo · Hwang Dae-Heon · Kwak Yoon-Gy · Park Jang-Hyuk · 6:41,679 | Italia · Pietro Sighel · Yuri Confortola · Tommaso Dotti · Andrea Cassinelli · 6:43,431 |

### Femenino
| Evento                             | Oro                                                                                                  | Plata                                                                             | Bronce                                                                                    |
| ---------------------------------- | --- | --------------------------------------------------------------------------------- | ----------------------------------------------------------------------------------------- |
| 500 m (7 de febrero)               | Arianna Fontana · Italia · 42,488 s                                                                  | Suzanne Schulting · Países Bajos · 42,559 s                                       | Kim Boutin · Canadá · 42,724 s                                                            |
| 1000 m (11 de febrero)             | Suzanne Schulting · Países Bajos · 1:28,391                                                          | Choi Min-Jeong · Corea del Sur · 1:28,443                                         | Hanne Desmet · Bélgica · 1:28,928                                                         |
| 1500 m (16 de febrero)             | Choi Min-Jeong · Corea del Sur · 2:17,789                                                            | Arianna Fontana · Italia · 2:17,862                                               | Suzanne Schulting · Países Bajos · 2:17,865                                               |
| 3000 m por relevos (13 de febrero) | Países Bajos · Suzanne Schulting · Selma Poutsma · Xandra Velzeboer · Yara van Kerkhof · 4:03,409 RO | Corea del Sur · Seo Whi-Min · Choi Min-Jeong · Kim A-Lang · Lee Yu-Bin · 4:03,627 | República Popular China · Qu Chunyu · Zhnga Chutong · Fan Kexin · Zhang Yuting · 4:03,863 |

### Mixto
| Evento                           | Oro                                                                                | Plata                                                                                       | Bronce                                                                                 |
| -------------------------------- | ---------------------------------------------------------------------------------- | ------------------------------------------------------------------------------------------- | -------------------------------------------------------------------------------------- |
| Relevo por equipo (5 de febrero) | República Popular China · Qu Chunyu · Fan Kexin · Wu Dajing · Ren Ziwei · 2:37,348 | Italia · Arianna Fontana · Martina Valcepina · Pietro Sighel · Andrea Cassinelli · 2:37,364 | Hungría · Petra Jászapáti · Zsófia Kónya · Shaoang Liu · Shaolin Sándor Liu · 2:40,900 |

## Medallero
| Núm. | País                    | Oro | Plata | Bronce | Total |
| ---- | ----------------------- | --- | ----- | ------ | ----- |
| 1    | Corea del Sur           | 2   | 3     | 0      | 5     |
| 2    | República Popular China | 2   | 1     | 1      | 4     |
| 2    | Países Bajos            | 2   | 1     | 1      | 4     |
| 4    | Italia                  | 1   | 2     | 1      | 4     |
| 5    | Canadá                  | 1   | 1     | 2      | 4     |
| 6    | Hungría                 | 1   | 0     | 2      | 3     |
| 7    | ROC                     | 0   | 1     | 1      | 2     |
| 8    | Bélgica                 | 0   | 0     | 1      | 1     |
|      | TOTAL                   | 9   | 9     | 9      | 27    |